# 공중방역수의사
공중방역수의사(公衆防疫獸醫師, 영어: Public Quarantine Veterinarian)는 농림축산식품부 장관에 의하여 공무원으로 임용된 후 국가와 지방자치단체의 가축방역업무를 효율적으로 지원하고 축산업의 발전과 공중위생의 향상에 기여하는 사람을 말한다.
공중방역수의사제도는 수의사의 면허가 있는 사람으로서 현역 수의장교의 소요인원을 충원하고 남은 사람을 본인의 지원에 의하여 보충역에 편입시켜 가축방역 업무 등에 3년간 종사 후 복무를 마친 것으로 보는 제도이다.
기초군사훈련 4주는 3년의 복무기간에서 별도이며, 급여 기본급은 중위 1호봉이다.

## 연혁
- 공중방역수의사제도는 '병역법' 및 '공중방역수의사에 관한 법률'에 의거 2006년에 처음 도입됐다.
- 공중방역수의사로 선발되면 기초군사교육 및 직무교육을 수료한 후 본인 희망지역과 연고지, 직무교육성적 등을 기준으로 관련부서에 배치된다.
- 모든 보충역의 대체복무, 즉 예술체육요원, 전문연구요원, 전문봉사요원(공중보건의사, 징병전담의사, 공중방역수의사, 공익법무관)의 존치여부가 늦어도 2022년 이후에는 보충역이 폐지되어, 병역 구분이 현역과 제2국민역으로 2원화 된다. (그 외로는 '병역면제')

## 편입대상자
- 수의사의 면허가 있는 사람 중
  - 현역병입영대상자로서 수의분야의 현역장교 병적편입을 지원한 사람 중 그 편입이 되지 아니한 사람.
  - 수의사관후보생의 병적에 편입된 사람으로서 수의분야 현역장교의 병적에 편입되지 아니한 사람.
  - 보충역 사회복무요원 소집대상인 사람.